# Walter Herdeg
Walter Herdeg (1908–1995) byl švýcarský grafický designér, spisovatel a vydavatel.
Studoval na Kunstgewerbeschule v Curychu. Přinesl pozoruhodné inovace do práce s fotografií. Vytvořil mnoho různých firemních identit, a dokonce založil vlastní designérskou firmu s Walterem Amstutzem. Nejznámější z jeho práce je Graphis, mezinárodní časopis o vizuální komunikaci, který byl poprvé zveřejněn ke konci 2. světové války roku 1944. Časopis představuje práci a rozhovory designérů a ilustrátorů z celého světa ve snaze seznámit s jejich prací další diváky. Herdeg dělal editora časopisu pro 246 otázek (časopis se stále vydává) a také časopisu Graphis Design Annuals , které ukazovaly nejlepší a nejchytřejší práce, které byly zveřejněny předešlého roku. Významnou měrou přispěl k dominantnímu postavení Švýcarska v poválečném grafickém designu. Graphis byl vlivnou silou při formování kultury designu a nadále vzdělávání, šíření a podporování světa grafického designu.